# 茹拉夫卡 (庫皮揚斯克區)
49°47′20″N 37°10′18″E / 49.78889°N 37.17167°E
茹拉夫卡（烏克蘭語：Журавка）是位於烏克蘭東部的村莊，由哈爾科夫州庫皮揚斯克區的舍夫琴科韦市镇負責管轄。該村距離尤爾琴科韋5公里，始建於1922年，面積0.64平方公里，海拔高度159米，2001年人口14。